# Какмож (река)
Какмо́ж — река в России, протекает по территории Вавожского и Увинского района Удмуртии. Устье реки находится в 54 км по правому берегу Валы. Длина реки составляет 51 км, площадь водосборного бассейна — 303 км². Средний уклон реки составляет 2,3 м/км, скорость течения около 0,2 м/с. Ширина реки в низовьях составляет 6 — 8 м, в среднем течении 4 — 6 м.
Исток реки у села Сям-Можга Увинского района. Река течёт на юг, в нижнем течении поворачивает на юго-запад. От истока к устью на реке расположены населённые пункты: Чемошур, Октябрьский, Какмож, Лыстем.

## Притоки
(указано расстояние от устья)
- Чунча (в водном реестре река без названия, 22 км, левый)
- Кейшурка (в водном реестре река без названия, 36 км, левый)
- Вачишур (левый)
- Ватшур (правый)

## Данные водного реестра
По данным государственного водного реестра России относится к Камскому бассейновому округу, водохозяйственный участок реки — Вятка от водомерного поста посёлка городского типа Аркуль до города Вятские Поляны, речной подбассейн реки — Вятка. Речной бассейн реки — Кама.
Код объекта в государственном водном реестре — 10010300512111100039542.